# Melmoth Apaziguado
Melmoth Apaziguado (em francês Melmoth réconcilié) é uma novela de Honoré de Balzac surgida em 1835, incluída nos Estudos filosóficos nas edições definitivas de A comédia humana.
O projeto inicial, que tinha por título Le Dernier Bienfait de Melmoth-le-Voyager et La Fin de Melmoth, foi publicado pela primeira vez no Livre des Conteurs, pelo edtor Lequien.
Em sua dedicatória à Monsieur general barão de Pommereul, Balzac define assim o caixa que será a vítima de Melmoth: 
Ele é da natureza de homens que a civilização obtém no reino social, como os floristas criam no reino vegetal, pela educação da estufa, uma espécie híbrida que eles não podem reproduzir nem por sementes, nem por corte. Esse homem é um caixa, produto antropomorfo verossímil, regado de idéias religiosas, preservado pela guilhotina, podado pelo vício, e que mora em um terceiro andar, entre uma mulher estimável e crianças tediosas.
 Isso demonstra a pouca estima que ele tinha pela personagem à qual ele reserva uma vida terrível.
Essa novela, ao mesmo tempo fantástica e moralizante, deixa entrever o misticismo de Balzac, que se encontra em outras obras nas quais a redenção é um pré-requisito à morte. John Melmoth é o herói mítico do romance do irlandês Charles Robert Maturin, publicado em 1820 e admirado por Balzac, Melmoth ou o homem errante, a quem Satanás deu imensos poderes em troca de sua alma.

## Enredo
Melmoth chega no momento em que o caixa de Nucingen, Castanier, quase arruinado por sua amante Aquilina, está a ponto de desviar uma grande soma para seus fins pessoais. Melmoth propõe a Castanier comprar-lhe a alma e vem em um segundo encontro no qual ele revelará um segredo que lhe pesa: o poder que ele obteve ao fazer um pacto com o diabo pode ser transmitido por cento e cinquenta anos se outra pessoa firmar o pacto por livre vontade. Melmoth quer, assim, encontrar a paz de espírito e ele se desembaraça de seu fardo sobre Castanier, que fica muito feliz no início em usá-lo à vontade. Mas, logo cansado dos dons sobrenaturais que herdou, o caixa tenta, por sua vez, se livrar do pacto satânico. Para isso, ele precisa encontrar um substituto, que busca entre os investidores da Bolsa. O pacto passará assim por numerosas mãos, perdendo pouco a pouco seu poder. E, enquanto Melmoth morre, enfim reconciliado com Deus e consigo mesmo, é o funcionário de um notário que herdará por fim esse famoso pacto e que morrerá dos excessos aos quais se entregará.
A moral dessa história é semelhante à de A pele de onagro: a onipotência é mais um fardo do que uma bênção e, como em Jesus Cristo em Flandres, a salvação parece ser encontrada na fé.